# Liborius von Frank

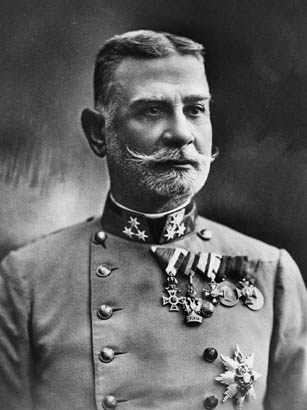
Liborius von Frank

Liborius Ritter von Frank (5 de octubre de 1848 - 26 de febrero de 1935) fue un general austro-húngaro en la Primera Guerra Mundial. Comandó el Quinto Ejército austriaco en 1914 en el inicio de la guerra, y luchó en la Batalla de Cer, la Batalla de Drina y la Batalla de Kolubara. Fue reemplazado después de la última batalla por su pobre rendimiento y grandes bajas sufridas por su ejército que fue reducido a aproximadamente al 40% de su fuerza en el momento de su sustitución.